# スーフリエール・ヒルズ
スーフリエール・ヒルズ（英: Soufrière Hills）はイギリス領モントセラト島にある活火山で、安山岩質の成層火山である。標高は1050 mで島の最高峰。
火山活動はかなり活発で、時折発生させる火砕流や火砕サージにより、島の各地に大きな被害をもたらすことがある。特に1997年の噴火では、火砕流により20人もの死者・行方不明者を出した。また、当時の政庁所在地プリマスが、大量の火山灰に覆われるなど壊滅的な被害を受けたため、首都機能をブレイズに移転する事態になった。

## 主な噴火歴
- 記録によればスーフリエール・ヒルズ火山とその付近では1897年〜1898年と1933年〜1937年と1966年〜1967年の間に小規模な地震が定期的に何度が起きており、小規模程度の小さな噴火はあったもののスーフリエール・ヒルズ火山はほぼ休眠状態であった。
- 1995年7月18日、300年ぶりに噴火。島の人口の3分の2が島外に避難した。イギリスから救助のための軍艦が派遣される事態になった。
- 1997年6月25日、大噴火。火砕流が発生し、20人もの死者・行方不明者を出した[1]。首都・プリマスは大量の火山灰などに覆われ、翌年に放棄。
- 2003年7月12日～13日、大噴火。1997年以来の大噴火で、多くの建物に被害が及んだ。
- 2006年5月20日、大噴火。溶岩ドームが崩壊した。

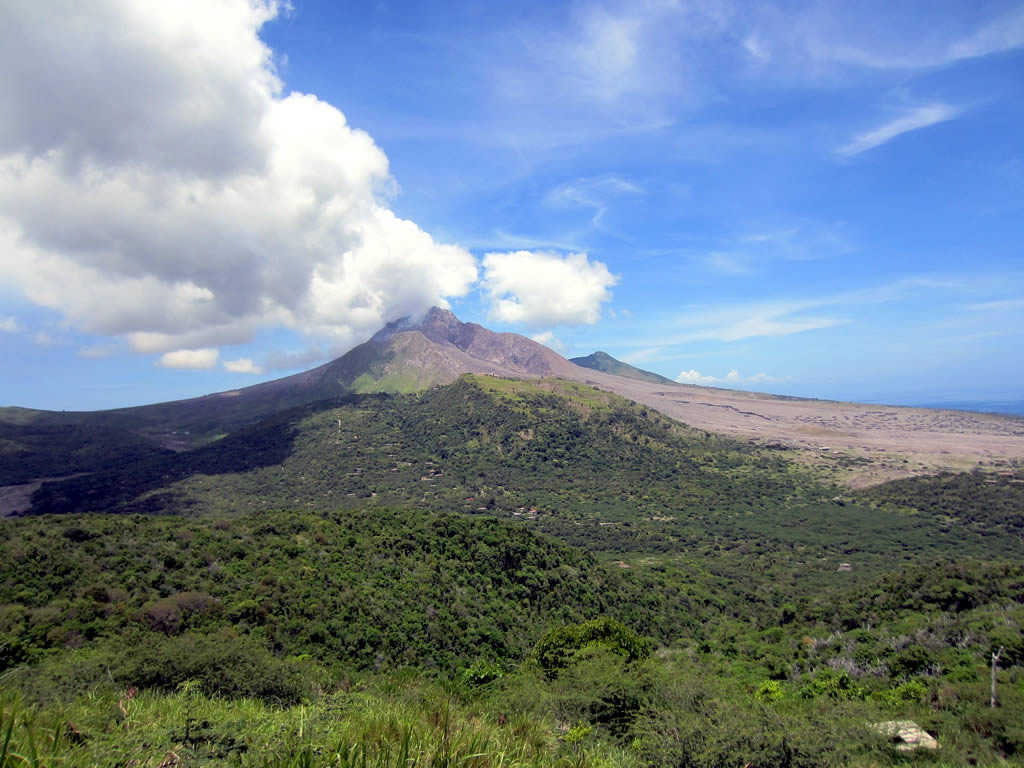
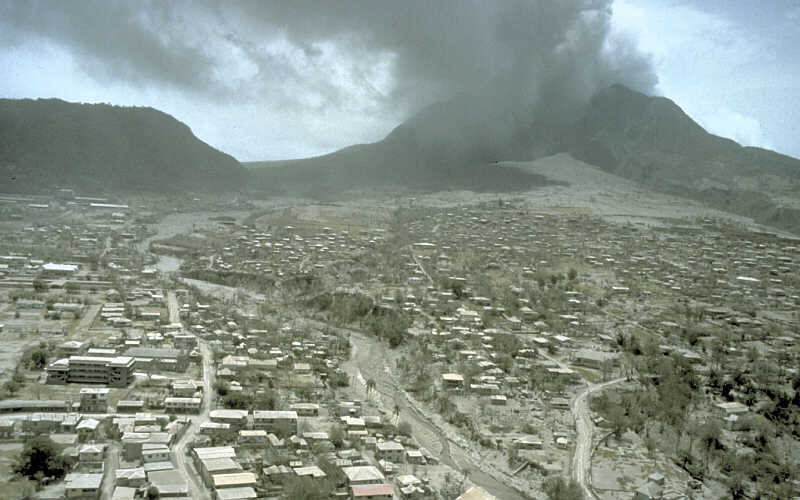
1997年の大噴火によって放棄されたプリマス
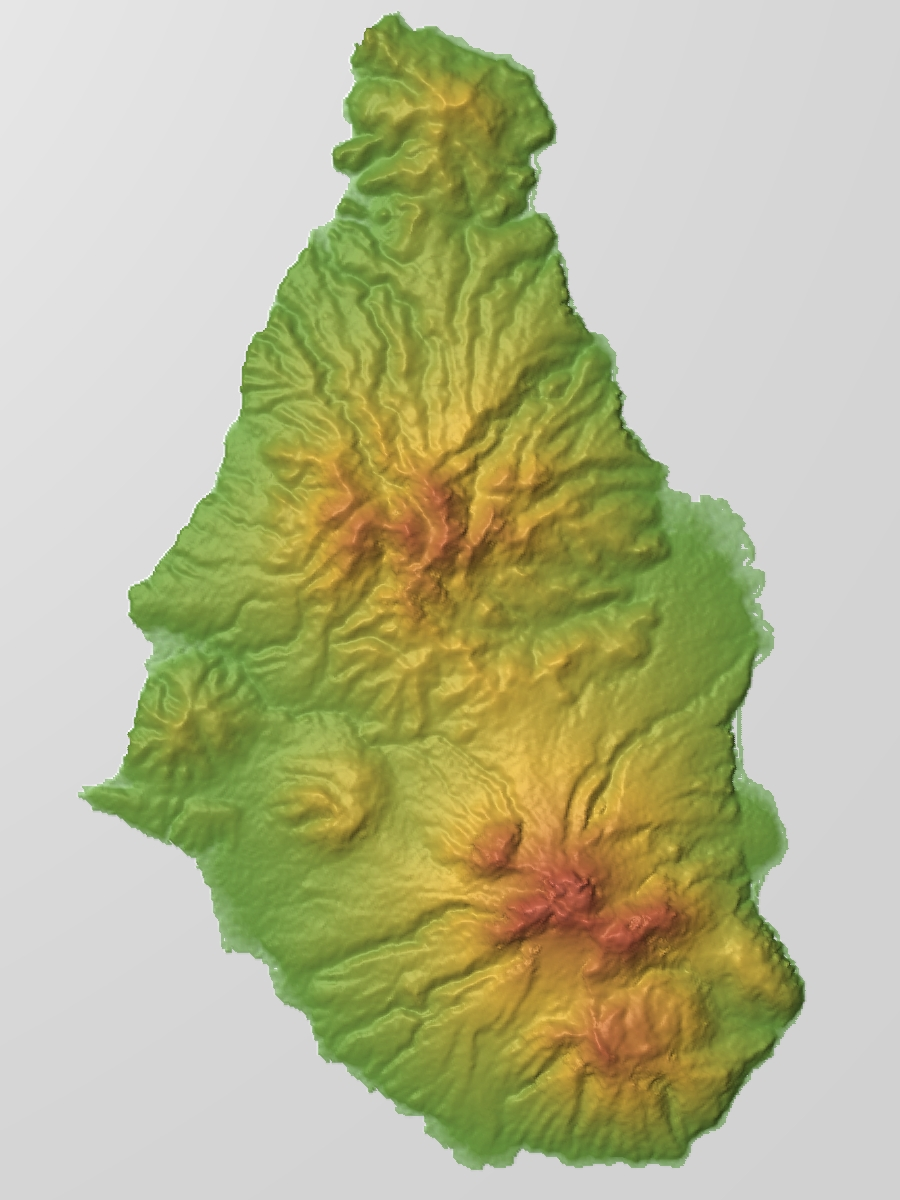
島の地形図、本火山は下